# I Wanna Be Adored
I Wanna Be Adored ist ein Lied der britischen Alternative-Rock-Band The Stone Roses. Es ist die dritte Single-Auskopplung aus ihrem Debütalbum The Stone Roses. I Wanna Be Adored fungiert als Eröffnungsstück des Albums.
In den Vereinigten Staaten war das Lied der Singleauskopplung von Fools Gold als Bonustrack beigegeben und erreichte im Februar 1990 Platz 18 des Billboard Alternative Songs-Chart. Als Single wurde das Lied am 2. September 1991 veröffentlicht. In den britischen Singlecharts platzierte sich das Lied nach der Veröffentlichung im September 1991 auf Platz 20.

## Komposition
Der Song beginnt mit einer Ton-Collage. Als erstes Instrument setzt nach 40 Sekunden die Bassgitarre ein, gefolgt von zwei weiteren Gitarren; davon spielt eine ein Pentatonik-Riff. Die Bass Drum setzt nach 73 Sekunden ein und der Hauptteil des Liedes beginnt nach 90 Sekunden.
Der Songtext des Liedes ist minimalistisch gehalten. Er besteht hauptsächlich aus den zwei Sätzen „I don’t need to sell my soul/He’s already in me“ sowie dem Songtitel und wiederholt sich während des Liedes.

## Rezeption
Das Musikmagazin Q wählte das Lied auf Platz 32 der 100 besten Songs aller Zeiten. New Musical Express platzierte I Wanna Be Adored auf Platz 17 ihrer Liste der 50 Greatest Indie Anthems Ever.
Das Lied ist Teil des Soundtracks der Filme Welcome to Sarajevo, Der Mann, der Yngve liebte und Hooligans.